# Escuela de Odontología Maurice H. Kornberg
La Escuela de Odontología Maurice H. Kornberg (comúnmente conocida como Escuela de Odontología Kornberg) es una escuela de odontología de la Universidad del Temple, situada en la ciudad de los Estados Unidos Filadelfia. La escuela es una de las escuelas dentales en el estado de Pensilvania. Se fundó en 1863.